# 白玛镇
白玛镇是中国西藏自治区昌都地区八宿县下辖的一个镇。

## 行政区划
白玛镇下辖以下地区：
白玛社区、约巴村、珠巴村、乃然村、日吉村、旺比村、沙木村、丁卡村和西巴村。